# Говрлево

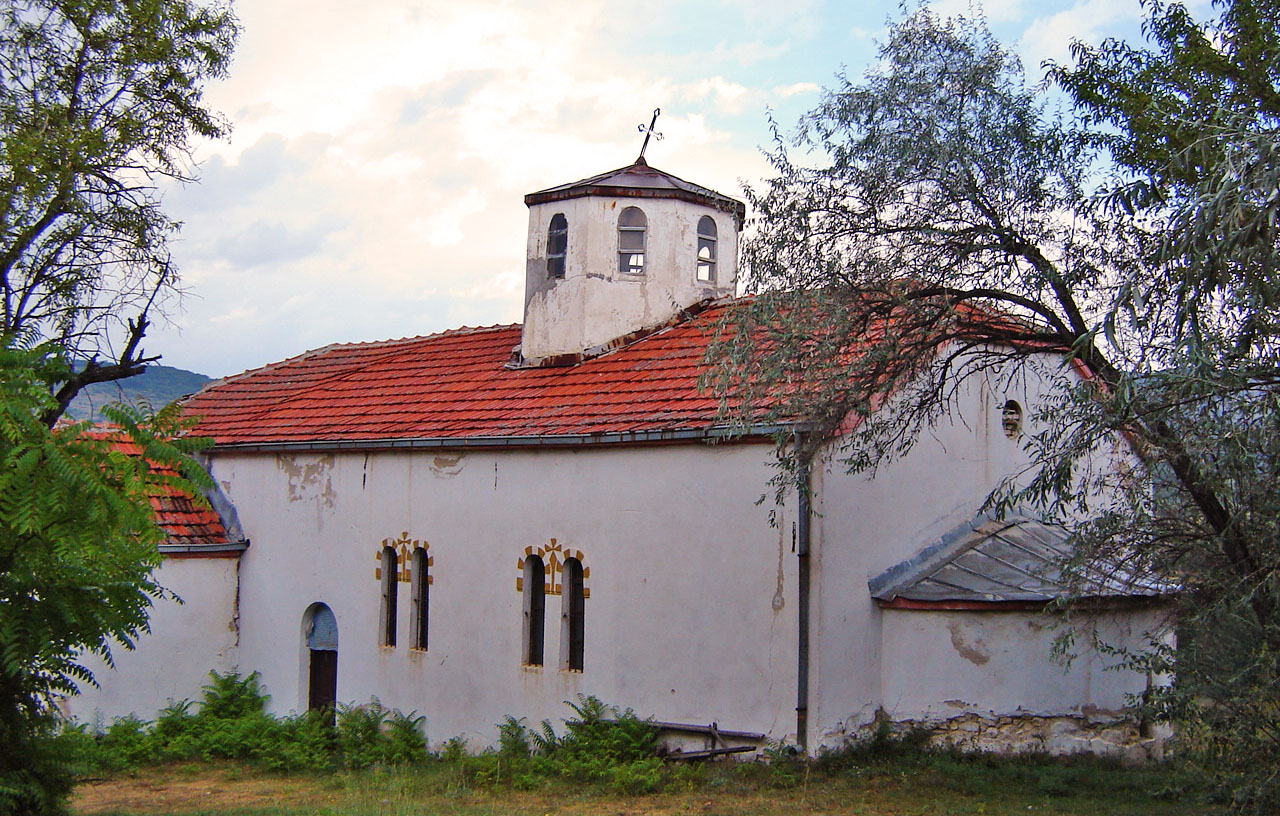
Монастир Святого Трифона в Говрлево

Говрлево (Македонською: Говрлево) — невелике село у Північній Македонії, неподалік від Скоп'є. Належить до общини Сопиште.
Село розташоване на річці Треска. Ґрунт багатий на поклади цементу, який виробляють у безпосередній близькості від села.

## Історія
У ХІХ столітті село належало до Скопської кази Османської імперії.
У 1900 році село мало 280 мешканців-християн (македонців), у 1905-му — 400 осіб. У Говрлево працювало православне училище.
У результаті Другої Балканської війни увійшло до складу Сербії. Після Другої світової війни, у 1948 році, в Говрлево мешкала 501 людина. Надалі чисельність населення поступово скорочувалася.
Станом на 2002 рік населення села — 30 осіб. З них македонців — 28, сербів — 2.

## Цікаві факти
Говрлево прославилося завдяки «Адаму із Македонії» (або «Адаму із Говрлево») — неолітичній скульптурі, знайденій археологом Мілошем Білбією з міського музею Скоп'є, вік якої складає понад 6000 років.
У селі знаходяться 10 церков, більшість із яких є пам'ятками архітектури. Також збереглися давні городище і монастирище.

## Відомі люди
У Говрлево народилася Благіца Павловська, відома Македонська фолк-співачка.

## Галерея

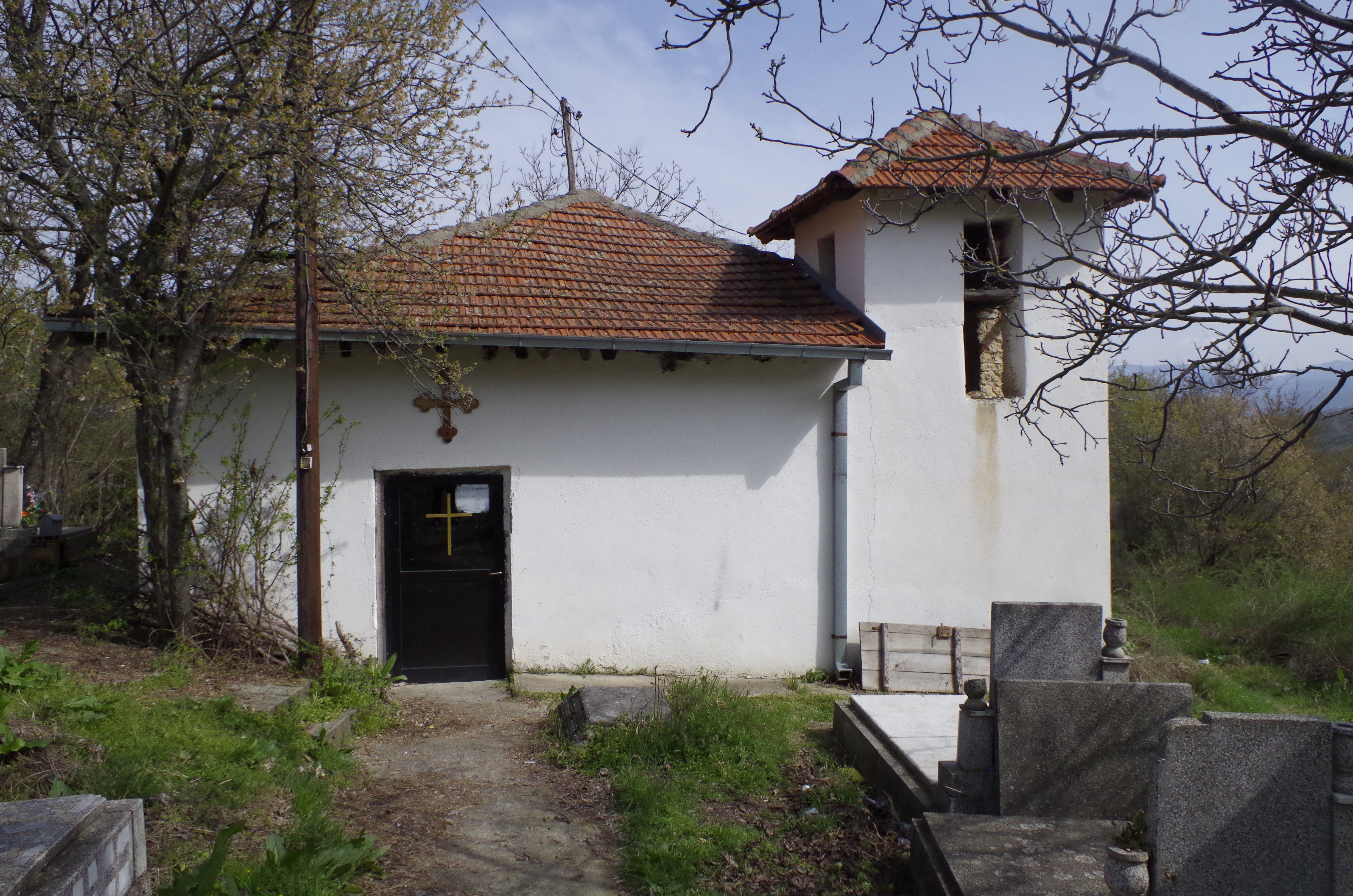
Церква Святого Миколи
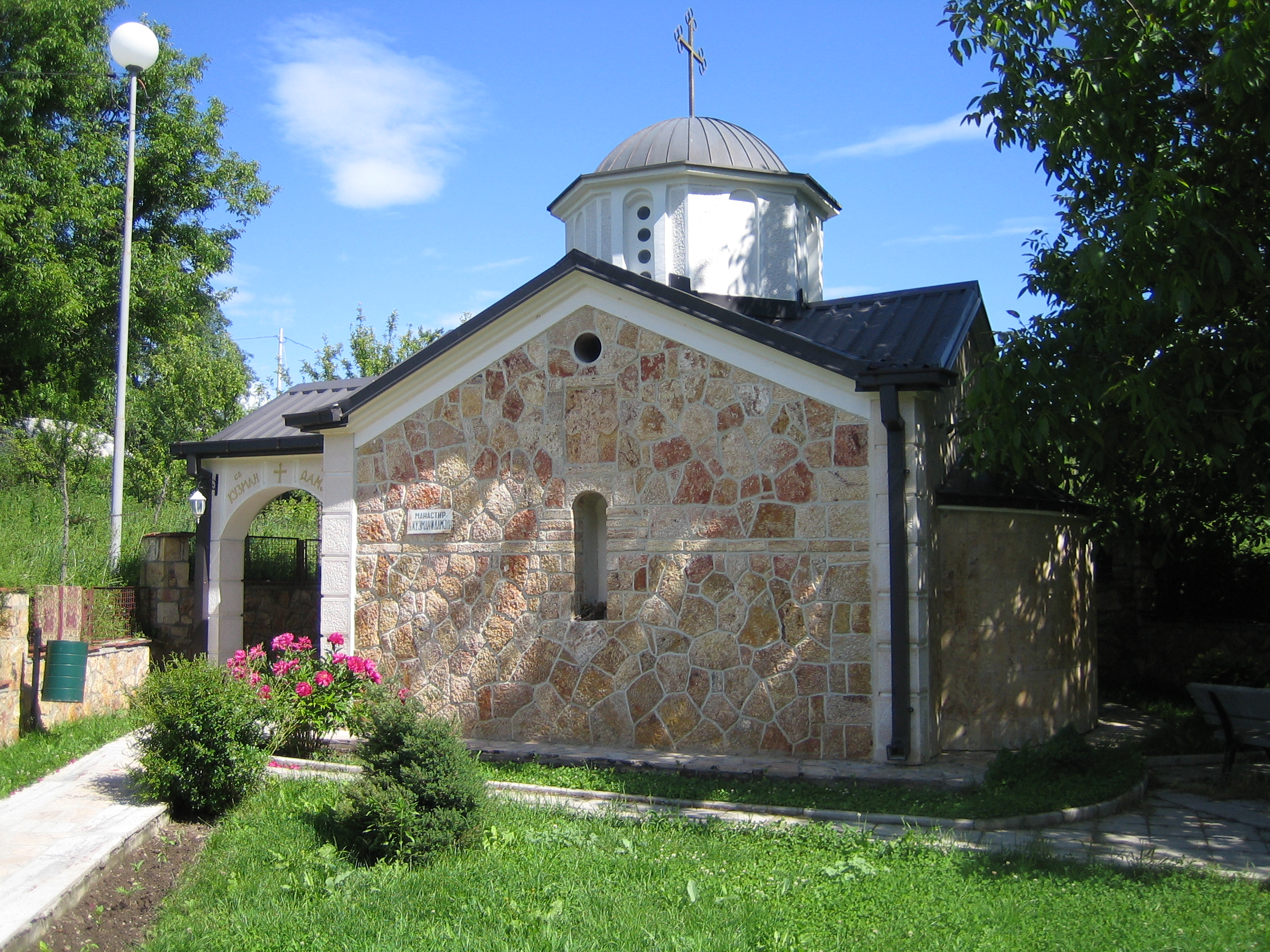
Церква Святих Кузьми і Дем'яна
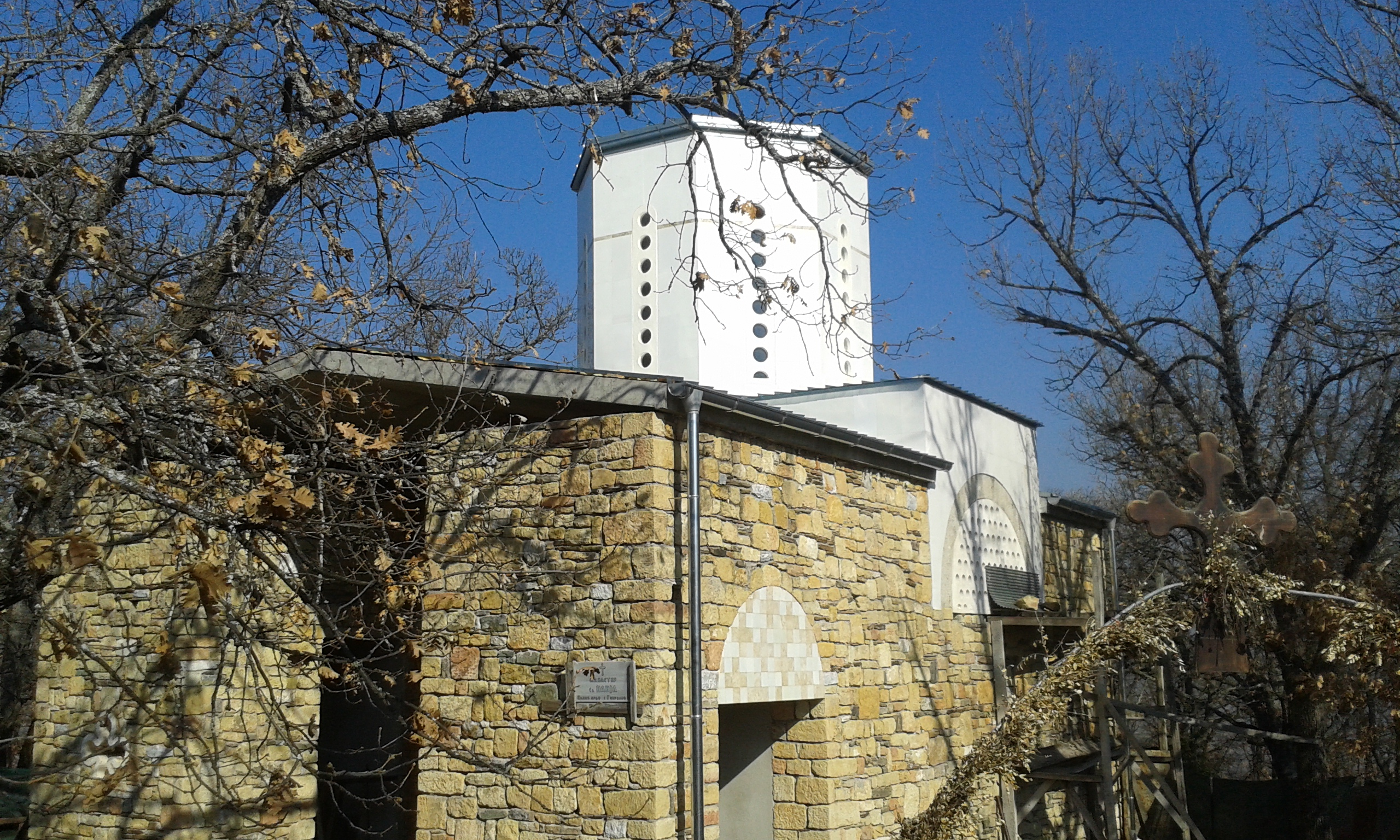
Церква Святого Іллі
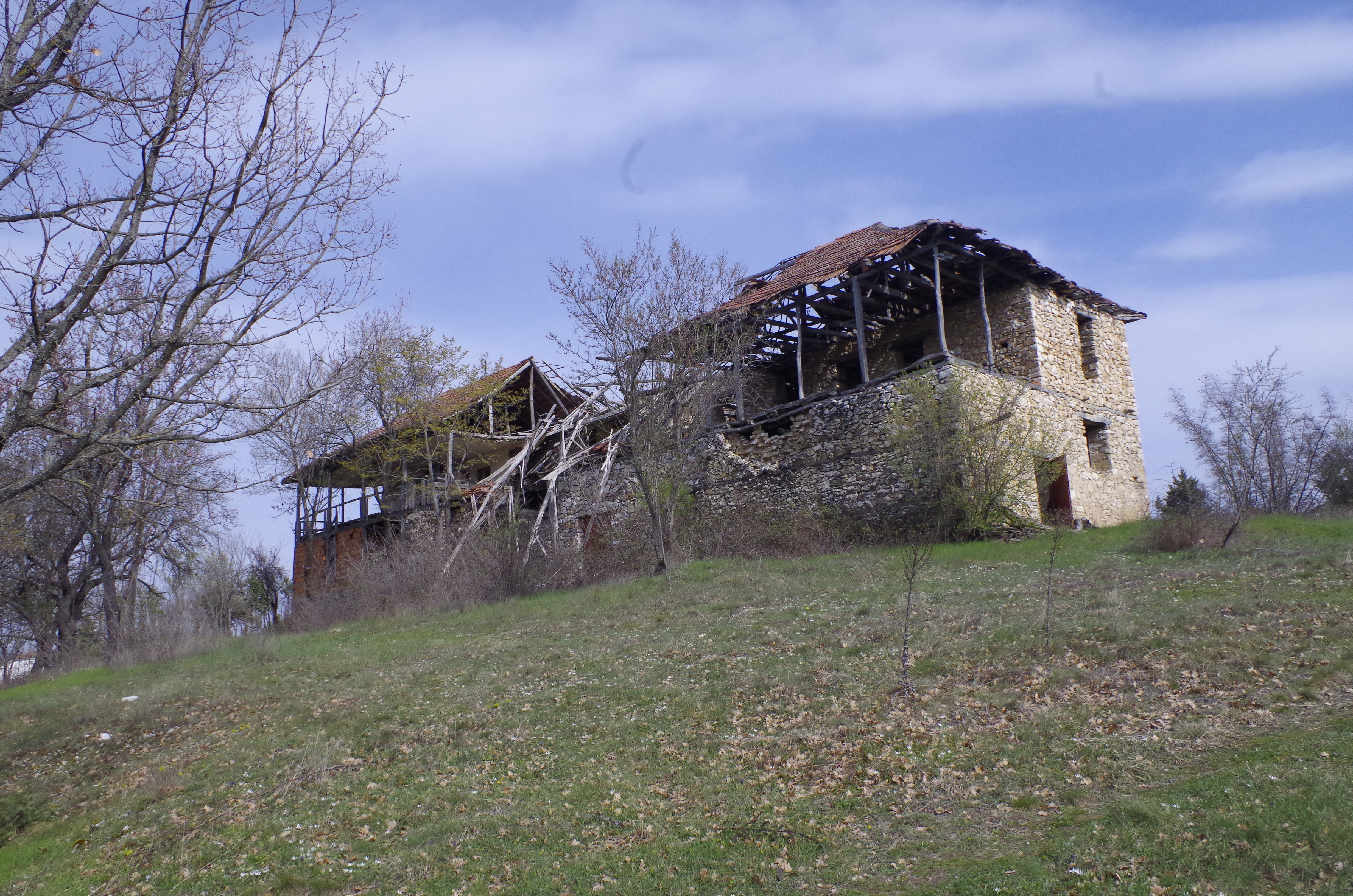
Стара монастирська будівля в Говрлево
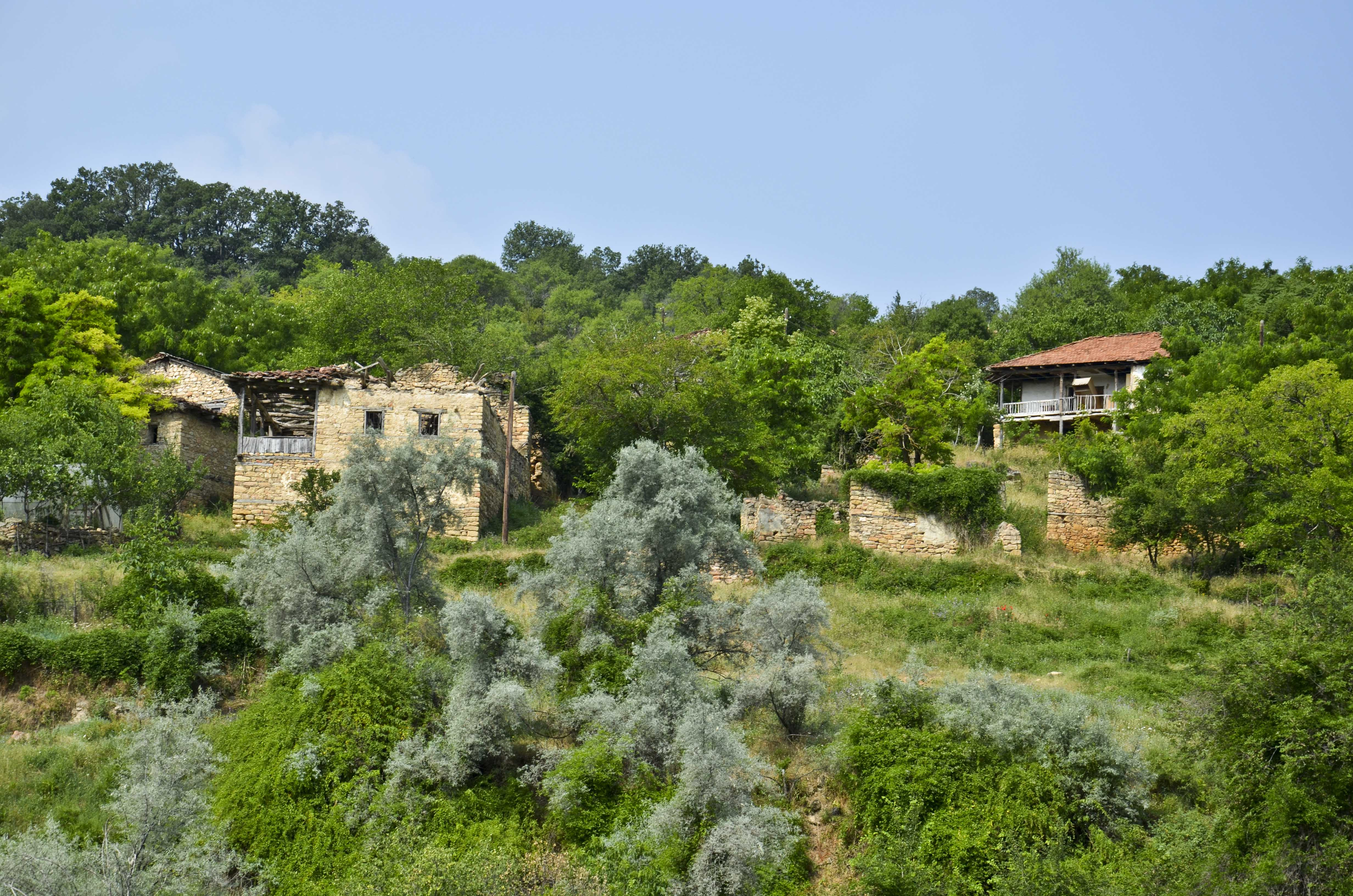
Краєвид села